# Michael Flatley
Michael Flatley (Chicago, 16 luglio 1958) è un ballerino statunitense, di origini irlandesi.

## Primi anni
Flatley è nato a Chicago (Illinois), da una famiglia di origine irlandese (i genitori erano di Sligo e Carlow). Cresciuto nel quartiere irlandese della città, Flatley comincia a studiare danza a 11 anni e nel 1975 diventa il primo non residente europeo a vincere il premio All-Ireland World Championship per la danza irlandese. Sempre nel 1975 vince anche il prestigioso premio Golden Gloves Championship come pugile amatoriale. Oltre a danza e pugilato coltiva anche la passione per il flauto che lo porta a vincere altri due All-Ireland Competition per la categoria. Nonostante i successi nei vari campi decide di dedicarsi maggiormente alla danza e diventa allievo di Dennis Dennehy nella sua scuola di danza irlandese a Chicago. Dopo il diploma alla Brother Rice High School apre una sua scuola di danza.

## Carriera
Si unisce al gruppo The Chieftains per un tour nel 1980 e con questi prosegue per tutto il decennio la sua attività professionale, nel 1994 viene chiamato dalla famosa ballerina statunitense di origini irlandesi Jean Butler per la stesura di uno spettacolo di danza irlandese, Flatley collabora con passione e produce alcune coreografie per lo spettacolo che prenderà il nome di Riverdance. Lo spettacolo viene presentato per la prima volta all'Eurovision Song Contest il 30 aprile 1994 ed ottiene un successo clamoroso ed una standing ovation da parte del pubblico. Nel febbraio del 1995 lo spettacolo viene rappresentato per la prima volta a Dublino, i biglietti sono rapidamente esauriti già a novembre e ottiene un successo clamoroso.
Mentre gira per il tour di Riverdance, Flatley progetta un nuovo spettacolo e comincia a lavorarci. Nel corso del 1995 le cose con Riverdance non vanno più bene, il successo è enorme ma le divergenze artistiche tra Flatley e gli altri autori diventano ogni giorno più insopportabili, è così che inevitabilmente Micheal Flatley abbandona Riverdance per perseguire il suo progetto singolo.
Il 1º luglio 1996 Flatley porta in scena il suo spettacolo Lord of the dance, ottenendo un successo eccezionale, e per due anni porta in giro il suo spettacolo, esibendosi anche a Disneyworld e alla cerimonia di premiazione degli Oscar.
Nel 1998 Flatley porta in scena Feet of flames, che riprende la stessa storia e le stesse coreografie di Lord of the dance con l'aggiunta di altre che ampliano la trama e la rendono più gradevole e più comprensibile per lo spettatore. Di questo spettacolo si ricorda il concerto ad Hyde Park con il tutto esaurito.
Nel 2004 scrive, produce e dirige un nuovo spettacolo dal titolo Celtic tiger, anche questo viene portato in giro per il mondo con grande successo.

## Vita privata
Flatley è stato sposato con la make up artist polacca Beata Dziaba, ma dopo undici anni di matrimonio i due hanno divorziato, in seguito al divorzio Micheal Flatley ha avuto dei problemi di alcolismo e di depressione che tuttavia è riuscito a superare grazie all'aiuto di amici e parenti.
Ha avuto una relazione particolarmente importante con Lisa Murphy, inoltre nel 2003, una donna del suo staff di nome Tyna Marie Robertson lo ha accusato di uno stupro avvenuto a Las Vegas e ha chiesto un ingente risarcimento economico, Flatley ha replicato smentendo tutte le accuse e denunciando la Robertson e il suo avvocato per ricatto, estorsione e diffamazione, Flatley è stato definitivamente scagionato da ogni accusa per non aver commesso il fatto, mentre la causa riconvenzionale si è conclusa con un accordo tra le parti.
Nell'aprile 2006 Flatley ha rivelato di avere contratto un cancro alla pelle, di saperlo da tempo ma di aver taciuto per non far preoccupare i suoi cari, ha deciso di rivelarlo mentre era in via di guarigione e fuori da ogni pericolo.
Nel novembre 2006 Micheal Flatley è stato ricoverato per un grave malessere, tuttavia la preoccupazione che fosse qualcosa di collegato al tumore è stata subito smentita dalle analisi, si è trattato solo di una infezione virale, dopo due settimane di convalescenza è stato dimesso tuttavia ha dovuto cancellare le ultime tappe del tour di Celtic tiger.

## Premi, riconoscimenti e curiosità
- Nel maggio 1989 Flatley è stato inserito nel Guinness world record perché ha saputo produrre con i suoi piedi 28 percussioni diverse in un solo secondo, nel febbraio 1998 Flatley ha migliorato questo record portandolo a 35.
- Il suo patrimonio è stimato in circa 350 milioni di dollari.
- È membro onorario di diverse società e associazioni di danza.

## DVD
- 2000 - Lord of the dance spettacolo registrato a Dublino nel 1996
- 2001 - Feet of flames spettacolo registrato a Londra nel 1998
- 2006 - Celtic tiger
- 2011 - Michael Flatley Returns - Lord of the dance
- 2014 - Lord of the dance 3D - Michael Flatley
- 2015 - Lord of the dance - Dangerous Games